# Monocycle street
 (août 2019).
 (octobre 2022).
Sa qualité peut être largement améliorée en utilisant un vocabulaire plus directement compréhensible.
 (décembre 2024).
Le monocycle street (également connu parmi les monocyclistes comme street) est une des disciplines urbaines du monocycle, avec notamment le trial et le flat. Apparu au début des années 2000, le monocycle street s'inspire largement de sport comme le skate et le BMX Street.
Le but est de réaliser des figures à monocycle sur différents types d'obstacles : trottoirs, rampe d'escalier, curb, escaliers, bancs...
Généralement, les monocyclistes s'entraînent avec l'objectif de participer à une compétition ou de réaliser une vidéo compilant leurs exploits.
En compétition, les participants sont départagés selon deux critères principaux : la technicité et le style.
La technicité regroupe des notions telles que la difficulté, la prise de risque et l'engagement. Le style regroupe quant à lui l'amplitude, la propreté, l'originalité, la vitesse d'exécution et l'innovation.
Pour le street, la plupart des monocylistes préfèrent rouler avec des monocycles de 19" ou 20", car ils facilitent les sauts et sont plus manœuvrables. Cependant, certains utilisent aussi des roues plus grandes, telles que 24" ou 26", afin de bénéficier de davantage de vitesse.

## Évolutions du street

### Année 1999
Le canadien Kris Holm créée "Kris Holm Unicycles", une des premières marques de monocycle réellement adaptée aux pratiques extrêmes. À noter que Kris Holm est considéré comme l'un des pionniers du monocycle tout-terrain et trial, il est sans doute aujourd'hui encore l'un des monocyclistes le plus connu au monde, grâce notamment à ses nombreuses apparitions dans certains films et reportages télévisés.

### Années 2000

#### Année 2000
En 2000 sort aux États-Unis la cassette UNiVERsE: Extreme Unicycling. Réalisé par Dan Heaton et produit par Syko, le film de 40 minutes introduit le monocycle comme sport extrême. Trois monocyclistes s’y partagent l’affiche : Kris Holm, Adan Ryznar et Dan Heaton.
Bien que le film soit orienté muni (mountain unicycling) et trial, on peut y voir cependant Dan Heaton et Adan Ryznar esquisser les premiers jets de ce qui deviendra plus tard le monocycle street. On aperçoit notamment Adan Ryznar exécuter les premiers grinds en monocycle sur des curbs ainsi qu’un slide sur un rail de skatepark. À noter que la figure de street la plus élaborée du film est certainement le grind sortie 180 unispin d'Adan Ryznar exécuté sur un curb en béton.
Le 24 février, le site Internet www.unicyclist.com est créé. Ce site accueillera le forum international qui aura un véritable rôle pour le développement du monocycle dans le monde. A noter que www.unicyclist.com existait dès 1993 sous la forme d'une chaîne de mails.

#### Année 2002
Le 29 janvier 2002, le site Internet www.monocycle.info est créé. Ce site accueillera le forum francophone qui aura, à l'instar de www.unicyclist.com, un véritable rôle pour le développement du monocycle en France.

#### Année 2004
Début 2004, Syko sort UNiVERsE 2: Implosion factory[source insuffisante]. Dans ce nouveau film, le casting s’agrandit et compte désormais huit têtes d’affiche. Côté street, on y découvre notamment Dan Doerksen, Jacinto Ayuso, ainsi que Mike Clark que l’on aperçoit brièvement.
Concernant les innovations notables, on[Qui ?] aperçoit Dan Heaton et Dan Doerksen slider[Quoi ?] les premières rampes d'escalier en monocycle. On peut voir aussi Dan Heaton exécuter un des premiers twists 540.
Le 19 avril 2004, la marque française de monocycle Koxx one voit le jour et avec elle son équipe originelle constituée entre autres de Xavier Collos, père du street et du flat français.
Le 11 mai 2004, sur le forum du site Internet www.unicyclist.com, Mike Clark parle d’une nouvelle figure qu’il vient de réussir : il s’agit du premier crank flip,.

#### Année 2005
Le 29 mai 2005, l'Australien Alex Toms intègre le Guiness Book en exécutant un slide sur une rampe d'escalier longue de 2,76 m. Cependant, il est important de préciser que certains monocyclistes avaient déjà réussi des rails plus long, mais non officiellement. En septembre 2005, Syko sort le DVD DEFECT[source insuffisante], dont le casting roule quasiment majoritairement en street. Parmi les grands noms, on peut notamment citer les américains Shaun Johanneson et Mike Clark, le canadien Kevin McMullin et le français Xavier Collos, seul européen présent sur le film.
Le niveau ayant énormément augmenté en peu de temps[source secondaire souhaitée], le film fourmille d’innovations[source secondaire souhaitée]. 
Le film marque réellement un tournant dans le monde du monocycle et ancre solidement le street comme discipline à part entière[source secondaire souhaitée].
En 2005, Shaun Johanneson réussit également le premier triple flip.
À Noël 2005, Olaf Schlote et Moritz Hahn créent www.unicycle.tv[source insuffisante], un site internet permettant de visionner des vidéos de monocycle, durant plusieurs années, le site aura un certain succès au point de faire des partenariats avec des marques de monocycle et de sponsoriser bon nombre de monocyclistes. Cependant, la démocratisation de plateformes comme Viméo ou YouTube réduira petit à petit l'intérêt du site.

#### Année 2006
En février 2006, le Français Xavier Collos publie Vener,, une vidéo très importante pour l'époque dans laquelle on peut notamment voir pour la première fois des flips atterrissage à un pied, ce que l'on reverra bien des années plus tard avec le Canadien Jack Sebben qui popularisera ce genre de figure.
Le 2 mars 2006, l'Australien Alex Toms « Tomsey » réussi le premier double back flip,.
Durant l’été 2006, à l’occasion de l’Unicon XIII à Langenthal en Suisse, la première compétition de Street est organisée. C’est le Français Xavier Collos qui y devient champion du monde, devant le Canadien Kevin McMullin. À noter la tentative d’un treyflip sur quatre marches par Xavier Collos à la fin de son passage.
En France, c’est le 29 octobre 2006 qu’a lieu au skatepark de Nantes la première compétition de Street en championnat de France, elle est remportée par Romain Bouschbacher. 
Durant cette période, les compétitions de Street n’étaient pas encore ouvertes aux femmes, cela dit, le Street féminin français était plutôt bien représenté. Le groupe Unigirl composé entre autres de Celine Novik, Cecilia Ocana et Marine Mirault était très présent dans les compétitions et en vidéo. À noter que Cécilia Ocana est la première femme à avoir rentré un flip, début 2006.
Durant l'année 2006, l'américain Shaun Johanneson sera le premier a réaliser un backslide sur une rampe d'escalier.

#### Année 2007
Début 2007, Dan Doerksen et Kevin McMullin réussissent les premiers blunt slide sur des rampes d'escalier. Cependant, il y a débat pour savoir qui est véritablement le premier, le blunt slide de Kevin McMullin étant visible dans sa vidéo if and only ifsortie en mars 2007 tandis que celui de Dan Doerksen apparait dans la vidéo de skate Baker has a Deathwish sortie en 2008 mais dont on ignore la date à laquelle a été filmé la figure.
En 2007, Koxx one sort le DVD The One qui participera grandement à l’engouement général autour de la marque, bien que le film ne contienne pas de réelles innovations techniques notables. Grâce à son marketing et à ses monocycles, la marque participera activement à une démocratisation des disciplines urbaines.
La même année, Koxx one enrichit son équipe d’une nouvelle génération de monocyclistes en accueillant des monocyclistes comme Adrien Delecroix, Loïc Baud, Mat Belot et Arthur Caron. Chacun d’eux viendra à sa façon poser les premières briques du Street/Flat moderne.
Durant cette époque, aux alentours de Pontarlier, un petit groupe d’amis créait l'équipe Keukly. Composé entre autres de Loïc Baud, Mat Belot, « Samiaul » et bien d’autres, le groupe influencera une génération entière de monocyclistes par ses vidéos.
Le 2 juillet 2007, l'Australien Luke Collalto publie Sony, une vidéo au style très mature pour l'époque ou l'on peut voir notamment pour la première un monocycliste rouler sur une rampe d'escalier, figure qui sera par la suite popularisé par Christian Huriwai (en) puis Mimo Seedler. À noter que Luke Collalto était sponsorisé par Kris Holm et qu'il influencera nombre de monocyclistes, il sera reconnu pour sa propreté notamment parce qu'il ne faisait jamais de saut de correction. Il deviendra champion d'Australie en Street fin octobre à Sydney aux UniNats 2007,.
En juillet 2007, au Danemark, à lieu le FLUCK, l’équivalent des championnats d’Europe de l’époque. Le Français Loïc Baud prendra la seconde place en Street derrière le jeune Hongrois Krisztian Kovacs.
À la même période, l'Anglais Mike Swarbrick réussi le premier triple back flip.
Fin juillet 2007, l'Américain Spencer Hocheberg remporte le Street aux NAUCC à Saline.
Le 27 octobre 2007, à l'occasion de la CFM à Buthiers, le Français Arthur Caron met en vente le premier numéro de Switch unimag, un magazine consacré au monocycle urbain qui comptera cinq numéros.
Le 3 novembre 2007, l'Américain Anthony Hibbing sort la vidéo "Get ready". Bien que son niveau ne soit pas très élevé, Anthony Hibbing dénote par rapport à ses contemporains, il roule quasiment exclusivement en "line", fait des foot plants et des revs. Il influencera par son style avant-gardiste certain monocyclistes comme Christian Huriwai (en), Mimo Seedler et Eddie Ducol qui partagerons certaines de ses vielles vidéos sur leurs réseaux sociaux.
En novembre 2007, l'Italien Marco Vital crée l'entreprise Vitalber ainsi que la marque Mad4one, spécialisée dans la fabrication de pièces pour monocycle urbain, la marque apparaitra réellement sur le marché à la fin de l'année 2010.

#### Année 2008
Le 19 janvier 2008, en Allemagne, à l'occasion du Wunschkonzert (appelé Wuko puis plus tard EUC) l'Américain Shaun Johanesson gagne la compétition de Street grâce notamment à un flip to slide to flip sur un rail. À noter que de nombreux représentants du nouveau continent étaient présents à cette édition, Shaun Johanesson bien sûr mais aussi Spencer Hocheberg, Kelly Hickman et Kevin McMullin.
Juste avant l'Unicon, Loic Baud reussi le premier flip under flip.
Début juillet 2008, à Rapid City, l'américain Kelly Hickman gagne le Street aux NAUCC 2008.

Adrien Delecroix réalisant un front flip durant l'UNICON XIV en 2008.

Le 29 juillet 2008, à Copenhague, à l’occasion de l’Unicon 14, le Français Adrien Delecroix devient champion du monde de Street grâce notamment à son front flip lancé du haut d’un tas de 10 palettes. Du côté du Street féminin, c’est la Française Marine Mirault qui remporte le titre de première championne de Street.
Outre le fait que le podium masculin soit exclusivement français, il est important de noter que les premières places en Flat (Loïc Baud) et en Trial (Max Cabot) sont occupées elles aussi par des Français. On peut parler d’une certaine manière d’une apogée du monocycle urbain tricolore.
Le 4 octobre 2008, le Suisse Cédric Vincent publie Big Street,une vidéo de Street importante d'autant plus que c'est l'une de celle qui cumul le plus de vue sur la plateforme Youtube.
En novembre 2008, le Français Luc Henaff « Stereim » réussit le premier quad flip.
Fin 2008, Benjamin Guiraud Yoggi quitte Koxx one et avec lui une grosse partie de son équipe. C'est le jeune Arthur Caron qui reprendra les rênes de la marque et qui sera chargé de sponsoriser de nouveaux monocyclistes, parmi eux, on peut citer le Néo-zélandais Chris Huriwai, l'Australien Dan Cowling et le Français Thibault Deman.
À noter que Thibault Deman est membre du team Krisis avec entre autres Cleden Guichard, David Bouton et Amaury Dumazy.
Le groupe de monocyclistes lillois aura notamment grâce à ses vidéos un certain impact de 2007 à 2010, reprenant du certaine manière l'héritage de Keukly.

#### Année 2009
Fin janvier 2009, à Cologne, le Hongrois Krisztian Kovacs obtient la première place en Street aux EUC Winter.
En juillet 2009, le Suisse Cédric Vincent publie la vidéo Street & Ramp, où on le voit rouler en 26 pouces et prendre des rampes de skatepark à monocycle. Par la suite on verra quelques monocyclistes s'essayer aux Street à grande roue.
Fin juillet 2009, à Bloomington, Pele Shramm remporte le Street aux NAUCC 2009.
Durant l'EUC summer 2009 à Buthiers, Yoggi présente les premières pièces de Addict, sa nouvelle marque de monocycle urbain, la marque sera officiellement lancée le 13 novembre 2009 et sera renommée « Impact » le 3 décembre.
Yoggi profitera de l'EUC pour recruter les nouveaux membres de son équipe, coté Street, on retrouvera l'Allemande Sophia Pellmann, le Hongrois Krisztián Kovács (ancien de chez Koxx one), le Français Luc Henaff et les Autrichiens Elias, Raphael et Lorenz Pöham.
Jusqu'à environ 2016, les trois frères Pöham marqueront grandement le monocycle urbain grâce à leur style et leurs vidéos soignées.

### Années 2010

#### Année 2010
En janvier 2010 à Wellington en Nouvelle-Zélande, le monocycliste local Christian Huriwai (en) gagne la compétition de Street à l'Unicon XV. Côté femme, c'est l'Allemande Sophia Pellmann qui remporte la médaille d'or. Quelques mois plus tard, en mars 2010, elle sera la première femme à réussir un slide sur une rampe d'escalier,.
Fin janvier 2010, à Cologne, le Hongrois Krisztian Kovacs obtient la première place en Street aux EUC Winter pour la seconde fois. Il réussira en novembre le premier quint flip ainsi que le premier hick quint flip d'un muret. Anecdote amusante, le cri de surprise lancé par Krisztian Kovacs à la replaque de sa figure sera réutilisé à la fin de chaque vidéo de la chaine Youtube PrettyGoodChannel.
En juillet 2010, à Berkeley en Californie, l'Américain Max Schulze gagne la compétition de street aux championnats nord américain (NAUCC ou U games en 2010), il y présente aussi sa nouvelle vidéo NAUCC 2010où l'on peut voir le premier whip à monocycle, le « Maxwhip ». Bien que l'Américain ne l'ait réussi qu'une seule fois, cette figure marquera une étape importante pour le monocycle extrême.
Fin octobre 2010, à la CFM d'Yssingeaux, Cleden Guichard est sacré champion de France de Street bien que ce soit en réalité le Belge Tim Desmet qui remporte la compétition.
En novembre 2010, l'Australien Isaac Conyers publie Isaac Conyers - Impact Unicycles, une vidéo tout en originalité représentant assez bien une tendance alors naissante vers un Street moins technique mais davantage créatif.

#### Année 2011
1er trimestre :
- Le 8 janvier 2011, l'Américain Forest Rackard sort la vidéo I love Street où on peut le voir exécuter un des premiers « rewind » (Flip to finger back flip)[62].

- Fin janvier 2011, à Cologne, le Hongrois Krisztian Kovacs obtient la première place en Street aux EUC Winter pour la troisième fois[63]. Il remportera également l'édition d'été en Hongrie fin juillet.

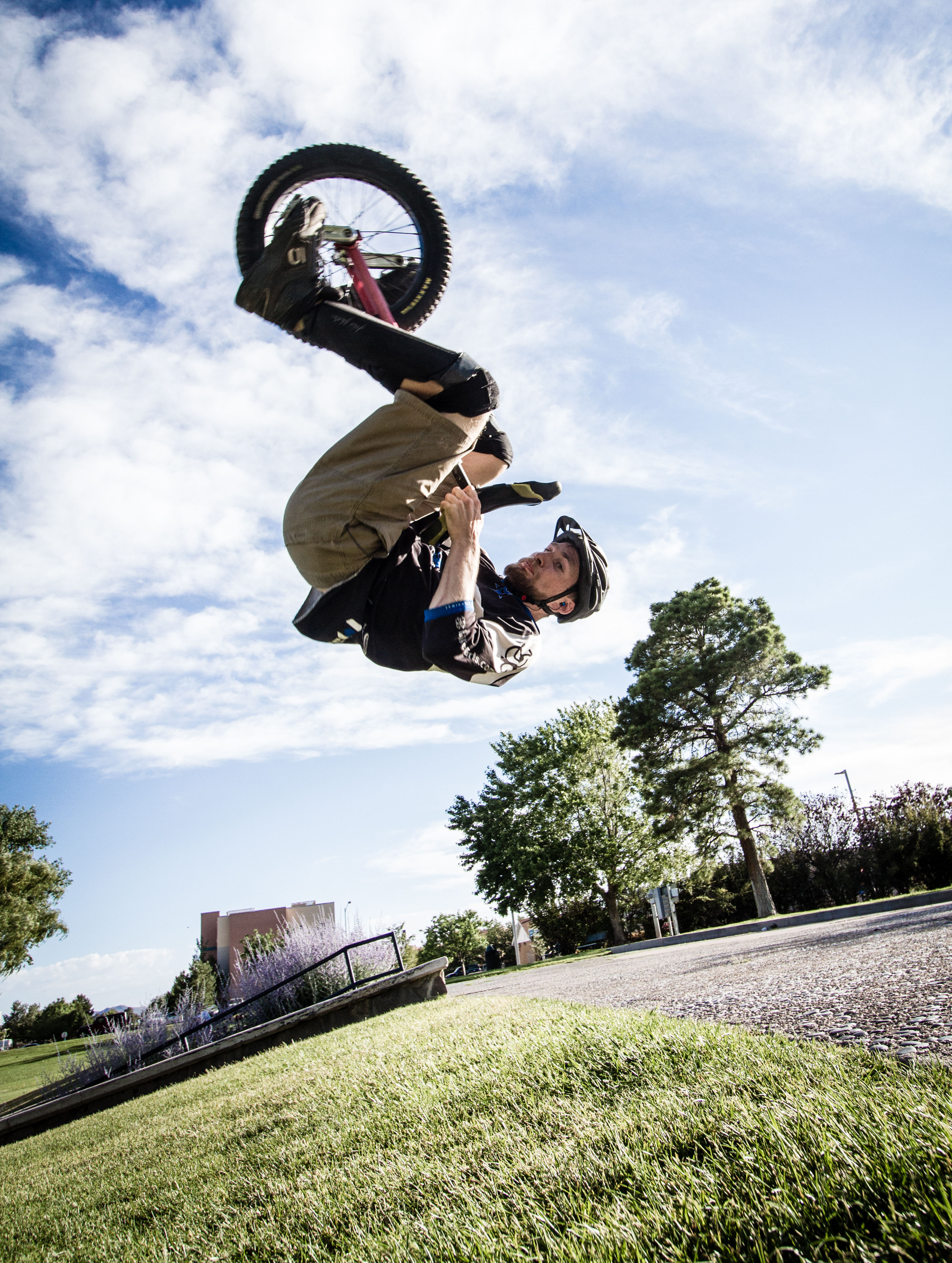
Max Schulze exécutant un Front flip.

- En mars 2011, l'Américain Max Schulze publie sa nouvelle vidéo[64] dans laquelle on le voit exécuter les premiers front flips à plat.

- Au même moment, l'Américain Jacob Spera est le premier à slider une rampe d'escalier en la remontant[65]. À noter qu'il roule en 24 pouces.

3e trimestre :
- En juillet 2011, Chris Huriwai défie Adrien Delecroix par vidéo[66],[67] ; ce dernier publiera sa réponse vidéo en septembre de la même année[68]. L'idée était alors d'opposer les deux champions du monde de Street, mais aussi leur sponsors respectifs ; Koxx one pour Chris Huriwai et Kris Holm pour Adrien Delecroix, l'ironie étant qu'avant 2009, le Français était chez Koxx one et le Néo-Zélandais chez Kris Holm.

- Fin juillet à Madison, le Néo-Zélandais Christian Huriwai (en) et l'Américain Max Schulze remportent à eux deux la première place en Street des championnats nord-américains (NAUCC)[69]. En dehors de la compétition, l'Américain Kelly Hickman réussit un flip sur onze marches en quatre essais[70], tandis que son acolyte de RelentlessbyFate Shaun Johanneson réussit ce qu'il semble être le premier flip to slide sur une rampe d'escalier[71].

RelentlessbyFate était une chaine youtube créée par Kelly Hickman et Shaun Johanneson en juin 2011 dans laquelle ils publiaient des vidéo de Street ainsi que des tutoriels.
- À l'automne 2011, François Lizé "Bobousse" sort le DVD Unicycling is not a crime[73].Ce film de 1 heure 23 minutes rassemble 36 monocyclistes de 12 nationalités différentes[74].

Plusieurs choses sont à noter dans le film. Tout d'abord, on peut voir le premier twist 720 posé en Street et réalisé par l'Américain Max Schulze. Coté femmes, on peut noter la présence de l'Américaine Anna Jinks et de l'Allemande Sophia Pellmann, deux des meilleures monocycliste de l'époque. Pour finir, on peut voir dans leur partie, les deux Français et frères Jéremy et Nicolas Potier présenter une discipline hybride qui mêle figures de Street et Muni (Mountain unicycling).
- Le 21 juillet 2011, l'Autrichien Elias Pöham publie sa vidéo de Street sobrement intitulée Elias Pöham 2011, cette vidéo marquera bon nombre de riders par son style[79].

- Le 30 septembre 2011, l'Américain Cody Shaide sort Torker Street Unicycling, une vidéo qui se démarque très nettement des standards de l'époque de par la façon de rouler du monocycliste et le type de d'obstacle qu'il utilise[80].

4e trimestre :
- Fin octobre 2011, à la CFM de Dole, Adrien Delecroix est sacré champion de France de Street bien qu'encore une fois ce soit en réalité le Belge Tim Desmet qui remporte la compétition[81].

- Le 23 décembre 2012, sort Big Bang-The Collab, une vidéo de Street à grande roue issue d'une collaboration entre l'Américain Jacob Spera et les Québécois Edmund Leduc, Jakob Flansberry, et Hugo Duguay[82].

#### Année 2012
1er trimestre :
- Le 5 janvier 2012, le Néo-Zélandais Christian Huriwai (en) crée la chaine Youtube PrettyGoodChannel, cette chaine rassemblant le meilleur du monocycle néo-zélandais et australien ; elle sera durant plusieurs années une des plus active et importante dans le monde du monocycle[56].

- Le 8 janvier 2012, le Québécois Émile Mathieu créer Renowned Channel[83], une chaine Youtube proposant une série de vidéos comprenant les meilleurs riders de l'époque, ainsi qu'à partir de 2014 un best of de l'année. Au total huit épisodes sortiront en 2012, dont un épisode spécial Street en grande roue[84] et un épisode spécial femme[85].

- Fin janvier 2012, à Cologne, le Hongrois Krisztian Kovacs obtient la première place en Street aux EUC Winter pour la quatrième fois[86].

- En mars 2012, l'Américain Jacob Spera est le premier à slider une rampe d'escalier avec un kink (c'est-à-dire un rail avec une partie plate au milieu)[87].

- Le 11 mars 2012, Christian Huriwai (en) remporte la compétition de Street aux championnats Australiens (UniNats 2012)[88].

2e trimestre :
- Lyon, le 21 avril 2012, a lieu la première Street Jam de monocycle, nomée CTB Street Jam[89],[90]. Elle est remportée par Eddie Ducol qui gagnera également les championnats de France quelques mois plus tard[91].

3e trimestre :
- Le 7 juillet 2012, l'Australien Dan Cowling publie Above Average, une des vidéos encore aujourd'hui les plus denses en rail[92].

- Mi juillet 2012, à Toulouse, l'Autrichien Raphael Pöham obtient la médaille d'or en Street aux EUC Summer 2012[93]. À la même période l'américain Kyle Alviani remporte le Street aux NAUCC[94].

- Fin juillet 2012, à Brixen en Italie, le Néo-Zélandais Christian Huriwai remporte son second titre de champion du monde de Street à l'Unicon XVI ; du côté féminin, c'est sa compatriote Sam La Hood qui remporte la médaille d'or[95],[96].

- Le 24 août 2012, l'Autrichien Raphael Pöham publie JOURNEY-The film, une vidéo de 35 min qui retrace le road trip allant de L'EUC à L'Unicon 2012[97]. Dans cette vidéo, on peut voir notamment un Hick quint flip rentré par l'Américain Eli Bril ainsi qu'un slide sortie Fifth flip réalisé sur un curb par l'Américain Kevin Kartchner.

- Le 20 septembre 2012, le vidéaste devinsupertramp publie la vidéo "Unicycle Freestyle"[98] où roulent les américains Colby Thomas et Kevin Kartchner. C'est à ce jour la vidéo de monocycle Street qui cumul le plus de vue sur la plateforme Youtube.

4e trimestre :
- En novembre 2012, l'Américain Colby Thomas publie une vidéo où on le voit réussir un slide sur une rampe d'escalier de 26 marches[99]. Il publiera par la suite de nombreuses vidéos de longs rails[100]. À partir de ce moment, le monde du monocycle prend conscience qu'il est possible d'être stable sur de longs slides.

- Le 7 décembre 2012, le Belge Tim Desmet publie la vidéo Tim Desmet 2012 - Extreme Unicycle Tricks, une vidéo importante avec un riding très polyvalent.

#### Année 2013
1er trimestre :
- Le 19 janvier 2013 à Cologne, L'Autrichien Raphael Pöham remporte le Street aux EUC winter[101].

2e trimestre :
- Le 26 avril 2013, Eddie Ducol sort Be Street, une vidéo on l'on peut voir pour la première fois un 360 back rev ainsi qu'un des premiers slide 180 back slide. Cette vidéo participera à populariser l'utilisation des revs en Street[102].

- Le 27 avril 2013, a lieu à Lyon la seconde édition de la CTB Street Jam, malheureusement la météo contraindra les monocyclistes a rouler dans une station de tramway ; Cleden Guichard remportera cependant l'évènement[103].

- Le 8 mai 2013, le canadien Dan Colvin publie une vidéo de flat où on peut notamment le voir exécuter un des premiers flip to rev[104].

- Le 25 mai 2013, François Lizé « Bobousse » publie la première vidéo de la tétralogie Nantes Street Series, le projet étant de faire rouler dans les rues de Nantes quatre des meilleurs monocyclistes français de l'époque : Mario Bel[105], Cleden Guichard[106], Eddie Ducol[107] et Damien Dyonne[108].

Mario Bel est à l'honneur dans le premier épisode, on peut notamment le voir réussir un back flip sur quatre gros blocs. Les figures sur des grosses hauteurs deviendront rapidement sa spécialité et il deviendra un des principaux représentants du Street de « gros ». Il effectuera quelques mois plus tard un 180 back flip du haut d'un toit.
- Le 31 mai 2013, l'américain Kelly Hickman publie "10 years of unicycling", une vidéo best of rassemblant le meilleur de dix années de monocycle[110].

- Le 16 juin 2013, l'Américain Colby Thomas publie "See you in Two", une vidéo d'adieu au monocycle, Colby devait alors entamer un voyage de deux ans aux Brésil en tant que missionnaire mormon, un problème de visa changera cependant ses plans, ce qui lui permettra de continuer le monocycle, il publiera de nouvelles vidéos quelques mois plus tard. Dans "See you in Two" on le voit slider une rampe de 35 marches avec un kink central, c'est sans doute à ce jour l'un des plus long rail fait en monocycle[111].

3e trimestre :
- Fin juillet 2013, à Toulouse le Hongrois Krisztian Kovacs obtient la première place en Street aux EUC Summer.

Durant cette même période, à Butler County, le Néo-Zélandais Christian Huriwai et l'Américain Max Schulze remportent une nouvelle fois tous les deux la première place en Street des championnats nord américains (NAUCC).
- En septembre 2013, le Suisse Pierre Sturny réussi le premier quad backflip[113].

- Le 7 septembre 2013, l'Allemande Sophia Pellmann publie sa nouvelle vidéo Street Unicycling 2013, où on la voit notamment slider un long rail de skate park avec un plat central[114].

4e trimestre :
- Le 4 octobre 2013, le Hongrois Krisztian Kovacs publie Fall to fly, une vidéo extrêmement technique avec beaucoup de prises de risques, qui fait encore aujourd'hui référence dans le monocycle Street[115].

- Le 8 octobre 2013, la marque Française Koxx one est mise en liquidation judiciaire[116].

- Le 17 octobre 2013, l'Américain Dan Heaton met en ligne Revolution One: A Story of Off-Road Unicycling, un documentaire de 52 min détaillant les prémices et l'évolution du monocycle urbain[117].

- Le 3 novembre 2013, le Français Eddie Ducol remporte la compétition de Street aux championnats de France de Saint-Brevin-les-Pins[118],[119].

- Le 16 décembre 2013, à Canberra l'Australien Waylon Batt obtient la médaille d'or au Street devant le Néo-Zélandais et champion du monde Christian Huriwai (en) aux UniNats 2013[120].

#### Année 2014
1er trimestre :
- Fin janvier 2014, à Cologne le Hongrois Krisztian Kovacs obtient la première place en Street aux EUC Winter pour la cinquième fois[121].

- Début février 2014, à Lima au Perou, le Péruvien Agnideva Uttama gagne la compétition de Street aux Championnats Sud Américain pour la première fois.

- Le 9 février 2014, le Québécois Hugo Duguay publie Street Unicycling, une rétrospective de son année 2013[122]. Il sera la même année le co-organisateur des Unicon XVII.

- Le 18 mars 2014, Sinco publie This fire, une vidéo de 17 minutes des hongrois Krisztian Kovacs et Márk Fábián filmée sur plusieurs années[123]. Le lendemain Krisztian Kovacs publiera une vidéo du premier flip under double[39]. Fin mars 2014, une grosse partie du team CDK se rejoint à Lyon. Il en résultera une semaine plus tard la vidéo Team CDK Meeting 2014 réalisée par François Lizé « Bobousse ». Dans cette vidéo, on peut notamment voir l'un des premiers whip en Street réussi par Mario Bell[124].

2e trimestre :
- Le 1er mai 2014, le Belge Tim Desmet publiera Tim Desmet 2013/2014, une vidéo avec entre autres un whip sur deux marches[125].

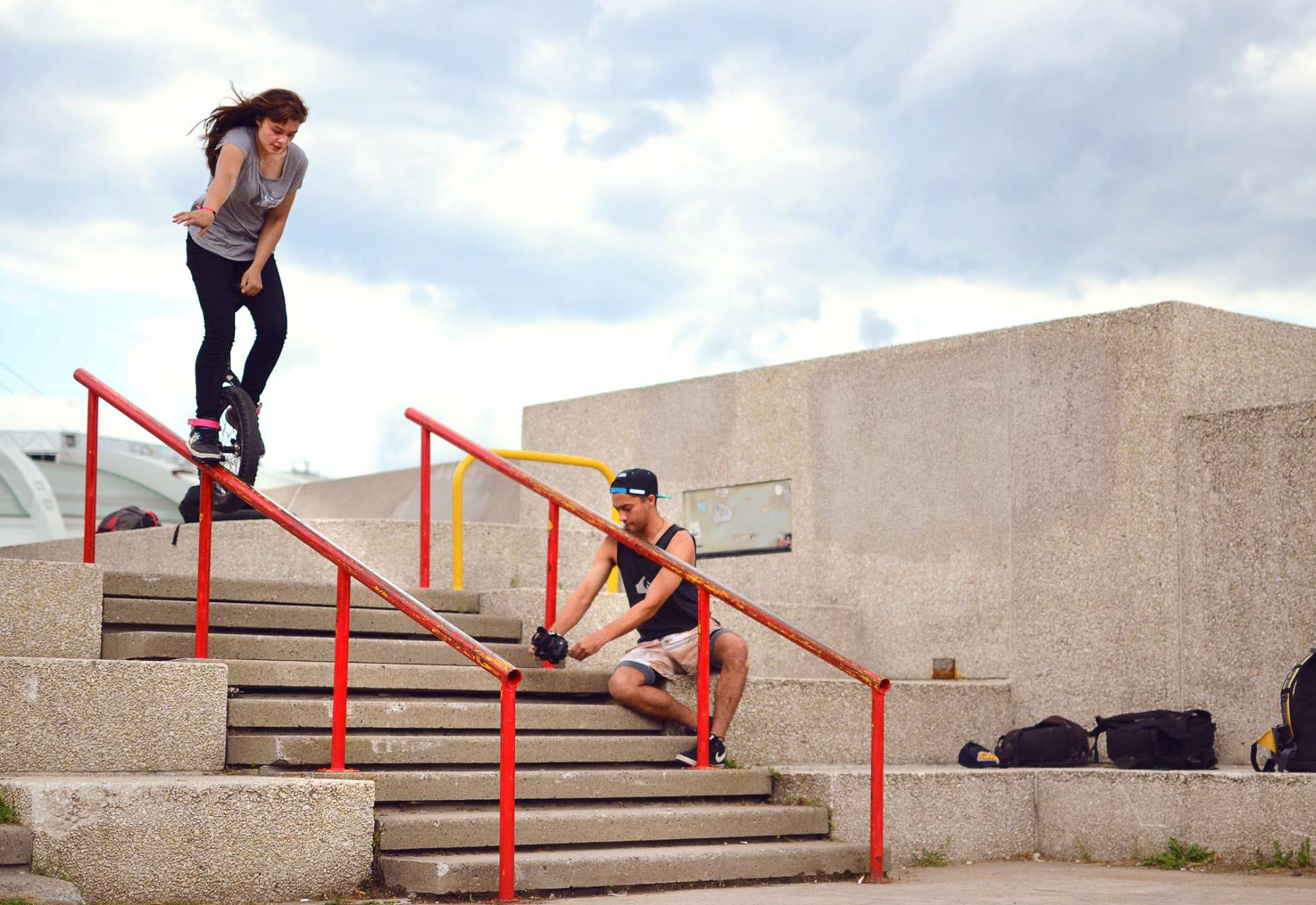
Sam La Hood durant l'UNICON XVII sur le rail du parc Olympique de Montréal.

- Le 6 juin 2014, les Français Théo Mahieu, Mario Bel et Thibault Lindecker signe Paris street team une vidéo représentant tout une période du Street parisien[126].

3e trimestre :
- Début juillet 2014, à Bloomington, l'Américain Max Schulze remporte la première place en Street des championnats nord américain (NAUCC)[127].

- Début août 2014, à Montréal au Québec, le Néo Zélandais Christian Huriwai (en) remporte son troisième et dernier titre de champion du monde de Street à l'Unicon XVII ; du côté féminin, c'est sa compatriote Sam La Hood qui remporte la médaille d'or. À noter que l'on retrouvera Kevin Mc Mullin et Dan Heaton parmi les juges du Street.

En parallèle du Street, une nouvelle disciple est créée : le « Street Slopestyle » ; c'est le Canadien Jack Sebben qui s'y illustrera chez les hommes et l'Allemande Sophia Pellmann chez les femmes.
4e trimestre :

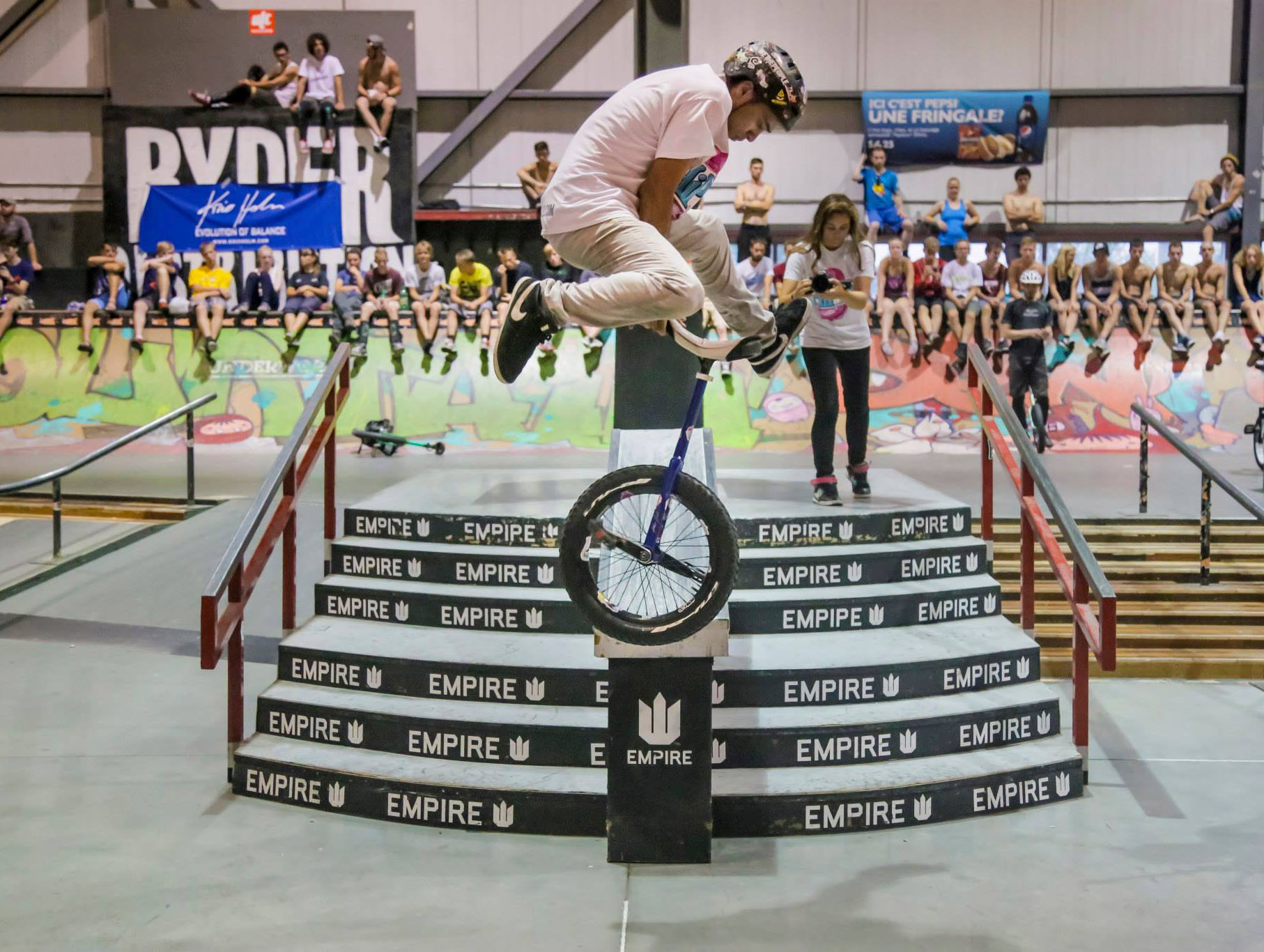
Chris Huriwai durant la compétition de Street de l'UNICON XVII au TAZ à Montréal.

- Le 6 octobre, à Sydney, le Néo Zélandais Christian Huriwai (en) obtient la médaille d'or au Street aux UniNats 2014[128].

- En novembre 2014, à Brumath, le Français Eddie Ducol décroche son troisième titre de champion de France de Street[129].

- Le 21 novembre 2014, le Québécois Edmund Leduc publie "Unicycling - 2014", une vidéo dans laquelle on peut voir entre autres nombre de variations de hand flips[130].

- Le 23 novembre 2014, la chaine Renowned Channel publie un épisode des Renowned series spécial Street, dans lequel on peut voir entre autres l'Américain Colby Thomas réalisé un slide sortie out back flip sur une rampe de six marches, ainsi qu'un trey flip under flip réalisé par le Danois Christian Brink[131].

#### Année 2015
1er trimestre :
- Le 16 janvier 2015, la chaine Renowned Channel publie Renowned Series Worldwide 2014, une vidéo "best of" rassemblant les meilleurs figures de l'année, parmi lesquels on peut noter un très long slide rentré par l'Américain Kyle Alviani ainsi qu'un front flip en 24 pouces réalisé par l'Américain Max Schulze[132].

- Fin janvier 2014, à Cologne, le Suisse Pierre Sturny obtient la première place en Street aux EUC Winter.

- Début février 2015, à Manizales en Colombie, le Péruvien Agnideva Uttama gagne la compétition de Street aux Championnats Sud Américain[133],[134].

- Le 20 février 2015, sort Road To Unicon[135], une vidéo de 21 minutes retraçant le Road trip en direction des Unicon XVII des frères Alexis et Cyril Mercat accompagnés de Mario Bel. Le film intègre aussi des extraits de compétition comme le Street et le Street Slopestyle. À noter que les trois français font partie de Monoster-one[136], une équipe vraiment active depuis la fin de l'année 2012 composée de Charles et Manuel Vetter ainsi que de Rémi Berrou et Eddie Ducol les deux créateurs.

2e trimestre :
- En mai 2015, le Français Kevin Gaudillère réussit le premier Sixtuple flip[137].

3e trimestre :
- Le 12 juillet 2015, en Hongrie, le Danois Christian Brink remporte la première place en Street aux EUC summer[138].

Le même jour, à Darwin, l'Australien Hugh Wilson obtient la médaille d'or au Street aux UniNats 2015.
- Fin juillet 2015, à Madison, le Canadien Jack Sebben remporte le Street aux NAUCC 2015[140]. A noter la vidéo très qualitative de David Hackett proposée lors du concours vidéo de l'événement[141].

- Le 12 août 2015, à Mondovi en Italie, le Français Adrien Delecroix remporte le Street à L'UNIOEC[142].

- Le 1er septembre 2015, le Français Mario Bel publie Street Edit 2015, une vidéo avec énormément de prise de risque et avec en particulier un saut par dessus une rampe de douze marches[143].

- Le 6 septembre 2015, PrettyGoodChannel publie EXTREME UNICYCLE TRICKS #2, une vidéo très complète du Néo-Zélandais Christian Huriwai (en), on y voit pour la première fois un hardslide sur une rampe d'escalier ainsi qu'un flip sur douze marches[144].

4e trimestre :
- Le 12 octobre 2015, PrettyGoodChannel publie Street Unicycling - 2015, une vidéo de Sam La Hood où l'on peut voir entre autres un rev to one foot[145].

- Le 24 octobre 2015, à Scionzier, Eddie Ducol décroche son quatrième titre de champion de France de Street.

- Le 22 décembre 2015, le Québécois Edmund Leduc publie STREET UNICYCLING 2015, une vidéo engagée dans laquelle on peut notamment voir un twist 180 sur 10 marches[146].

#### Année 2016
1er trimestre :
- Fin janvier 2016, à Cologne, le Suédois Josef Sjonneby obtient la première place en Street aux EUC Winter[147].

À l'occasion des EUC, l'Autrichien Raphael Pöham projette en public THE BROJECT, une vidéo très qualitative filmée à Barcelone où collaborent les frères Pöham (Elias, Raphael et Lorenz) et les jumeaux Sjonneby (Martin et Josef).
- Le 7 février 2016, la chaine Renowned Channel publie son best of 2015 Renowned Series Worldwide, parmi les tricks a noter on trouve le premier back over triple réalisé par le Suisse Pierre Sturny, un fith secret side lancé sur trois bloc par le Hongrois Krisztian Kovacs, un scuff coast réalisé par le Canadien Jack Sebben sur un trottoir, ainsi que l'un des premiers back rev to rev du Danois Anton Juncher[149].

- Le 11 février 2016, la chaine PrettyGoodChannel publie The New Era, une vidéo de Waylon Batt extrêmement technique avec notamment un flip under full out visible à la fin[150].

- Le 25 février 2016, PrettyGoodChannel publie 2015/16 extreme street unicycling, une vidéo de l'Australienne Ebony O'Dea.

- Début Mars 2016, à Cuenca en Equateur, le Péruvien Agnideva Uttama gagne la compétition de Street aux Championnats Sud Américain pour la troisième fois.

2e trimestre :
- Le 16 avril 2016, Cleden Guichard remporte la première place à la Street JAM de Nantes[151],[152].

- Le 6 juin 2016, Eddie Ducol publie ESCAPE, une vidéo très créative où l'on peut voir les premiers 360 double back rev ainsi que 540 back rev[153].

3e trimestre :

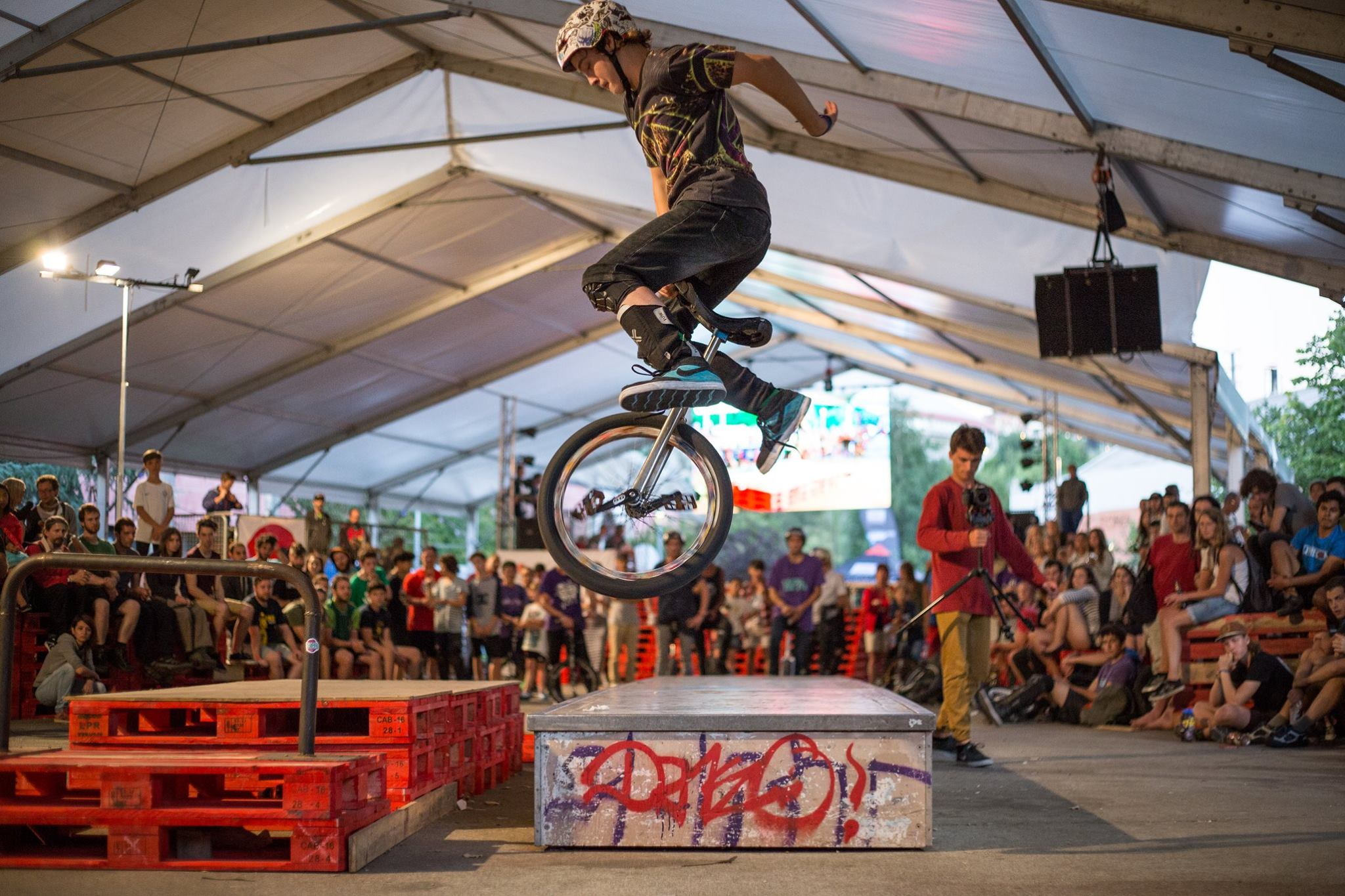
Jack Sebben durant l'UNICON XVIII.

- Fin juillet 2016, à Rapid City, l'Américain Christian Kendall remporte le Street aux NAUCC.

- En août 2016, à l'Unicon XVIII à Saint-Sébastien, le Belge Tim Desmet gagne le Street tandis que l'Australien Waylon Batt décroche l'or au Slopestyle, chez les femmes c'est la Néo-Zélandaise Sam La Hood qui fera un doublé en obtenant la première place dans les deux disciplines. À noter que l'on retrouvera Xavier Collos parmi les juges à la finale de Street.

Durant l'Unicon, plusieurs vidéos seront projetées lors d'une soirée vidéo, parmi elles, deux sont à citer :
EXTREME STREET UNICYCLING - SUMMER 2016, une vidéo de Street avec beaucoup de prises de risque réalisée par les jeunes Québécois de "Young gunz", Kosma Roy, Loïc Miara.
The Big One, une vidéo du Canadien Jack Sebben en 22 pouces où l'on voit notamment un whip catché de six palettes.
- Le 13 août 2016, PrettyGoodChannel publie Hippolona, une vidéo de la team Hippo filmée à Barcelone avant l'Unicon, dans laquelle on peut voir Christian Huriwai (en)exécuter un fakie full out back flip sur quatre marches[156].

- Le 30 septembre 2016, à Sunshine Coast, l'Australien Waylon Batt remporte le Street Slopestyle aux UniNats 2016, le Street quant à lui a dû être annulé en raison de la pluie[157].

4e trimestre :
- Le 1er novembre 2016, dans l'Hérault, Adrien Delecroix gagne le Street à domicile à la CFM 2016.

- Le 4 novembre 2016, Lorenz Pöham et Cyril Mercat publie Yoppa! - The Film, une vidéo de 18 minutes retraçant le Road trip en direction des Unicon XVIII[158]. À noter que le film contient un long enchainement réalisé par 18 monocyclistes au skate-park d'Annecy, ainsi qu'un full out flip lancé sur 5 blocs par l'australien Waylon Batt.

- Le 13 novembre 2016, sur le groupe "Urban Unicycle Chat" de la plateforme Facebook, le Québécois Edmund Leduc lance un défi à Jack Sebben, Loic Miara et Eddie Ducol afin de rentrer le premier triple rev. C'est Loic Miara qui y parviendra en juillet 2017, la vidéo étant visible dans le best of 2017 de Renowned Channel[159].

- Le 7 décembre 2016, Josef Sjonneby et Waylon Batt publient Impact & Unitwins, une vidéo collaborative avec beaucoup de technique et d'amplitude, on peut notamment voir Waylon exécuter un des premiers 360 full varial flip[160].

- Mi décembre 2016, à Auckland, la Néo zélandaise Sam La Hood gagne le Street Slopestyle au NZUni Weekend 2016[161], à noter qu'elle est la première femme à gagner une compétition de Street mixte.

- Le 31 décembre 2016, à l'occasion du nouvel an, François Lizé « Bobousse » publie une vidéo où l'on voit entre autres Mario Bel réaliser un double flip de onze marches, il s'agit sans doute d'un des flip tricks sur marche les plus gros à ce jour. À noter que Cleden Guichard fait quelques apparitions dans la vidéo[162].

#### Année 2017
1er trimestre :
- Le 4 janvier 2017, les jeunes Québécois de Young Gunz publie Reloaded, une vidéo de 10 min très représentative du Street Montréalais de l'époque[163].

- Le 22 janvier 2017, le Danois Christian Brink publie Street Special, une courte vidéo ou l'on peu voir entre autres le premier slide sortie flip under flip sur une rampe d'escalier ainsi qu'un 360 flip sur six marches[164].

- En février 2017, à Cologne, l'Allemand Mimo Seedler gagne la compétition de Street Slopestyle aux EUC 2017[165],[166].

- Le 25 février 2017, la chaine Renowned Channel publie son best of 2016 Renowned Series Worldwide, parmi les figures à noter, on trouve un back slide réalisé par le Québécois Alexis Lepage sur le rail du parc olympique Montreal ainsi qu'un whip catché sur cinq marches par le canadien Jack Sebben[167].

- Le 1er mars 2017, l'Américain Kyle Alviani publie Unusual Suspect, une vidéo créative avec de nombreux slides dans laquelle on peut notamment voir un slide sur une rampe d'escalier en sortie 1,5 backflip[168].

3e trimestre :
- En juillet 2017, à Mexico au Mexique, le Péruvien Agnideva Uttama gagne la compétition de Street aux Championnats Sud Américain.

- Fin juillet 2017,à Seattle, le Canadien Louis Stevens remporte le Street au NAUCC 2017[169].

- Le 19 août 2017, Renowned Channel publie STREET IS DEAD, une vidéo ou l'on peu notamment voir l'Allemand Mimo Seedler réaliser le premier slide sur une rampe d'escalier en sortie full out back flip[170].

4e trimestre :
- Le 3 octobre 2017, à Sydney, l'Australien Waylon Batt remporte le Street aux UniNats 2017[171].

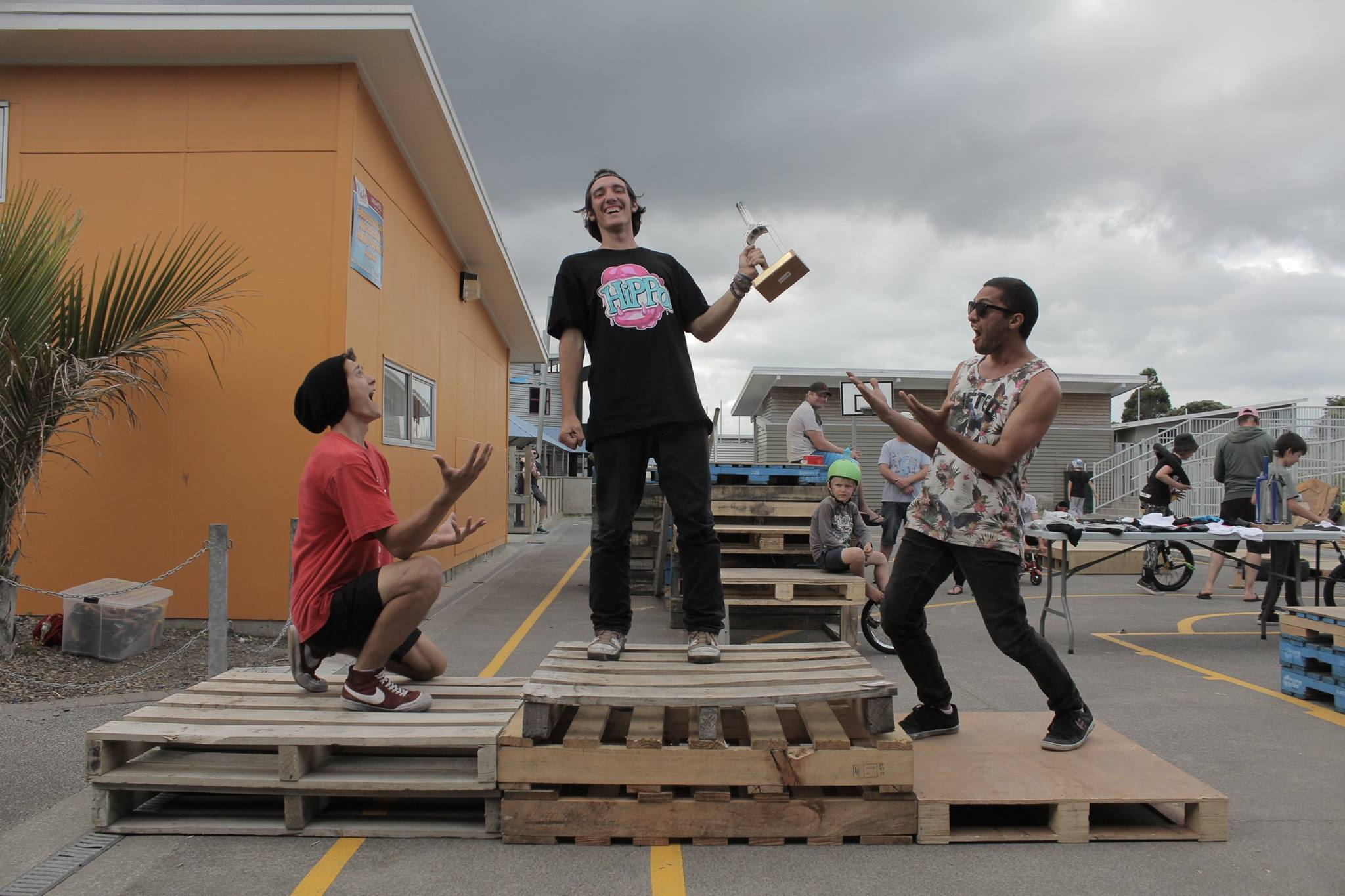
Podium du Street aux Uni Days 2017: 1er Mario Bel, 2nd Waylon Batt, 3e Chris Huriwai.

- Le 22 octobre 2017, le jeune Allemand Mimo Seedler publie Street Style[172], une vidéo aux riding très mature et innovant dans laquelle on le voit notamment exécuter un hand plant 360 rev au-dessus d'un handrail, ainsi qu'un long slide sur un rail à double kinks. À noter que Mimo Seedler s'affirmera rapidement comme le meilleur Street rider de sa génération[173] qui, au fur et à mesure de ses vidéos, repoussera radicalement les limites du Street.

- En novembre 2017, à Chalon-sur-Saône, Eddie Ducol décroche son cinquième titre de champion de France de Street[174].

- Mi décembre 2017, à Auckland, le Français Mario Bel gagne le Street aux Championnats néo zelandais "Uni Days" devant les deux champions du monde Waylon Batt et Christian Huriwai (en)[175].

#### Année 2018
1er trimestre :
- Le 9 février 2018, Renowned Channel publie sa vidéo best of de l'année 2017[159], dans laquelle on peut notamment voir le Danois Christian Brink réaliser sur une rampe d'escalier un flip to slide sortie rev.

- Fin février, à Cologne, l'Allemand Mimo Seedler remporte la compétition de Street aux EUC Winter, côté femme, c'est la jeune hollandaise Roos Seegers qui l'emporte[176].

2e trimestre :
- Début avril 2018, à Quito en Équateur, le Péruvien Agnideva Uttama gagne la compétition de Street aux Championnats Sud Américain.

- Le 4 juin 2018, sur le groupe facebook "Today I Landed" (renommé le 25 octobre "Today Mimo Landed" car l'Allemand y était prolifique) Mimo Seedler publie pour la première fois la vidéo d'un flip to coasting en montant un obstacle. Bien qu'il y ai eu auparavant quelques tentatives pour calquer les figures de type "manual" présente en skate et en Bmx, il s'agit ici d'une réel révolution pour le monocycle Street.

3e trimestre :

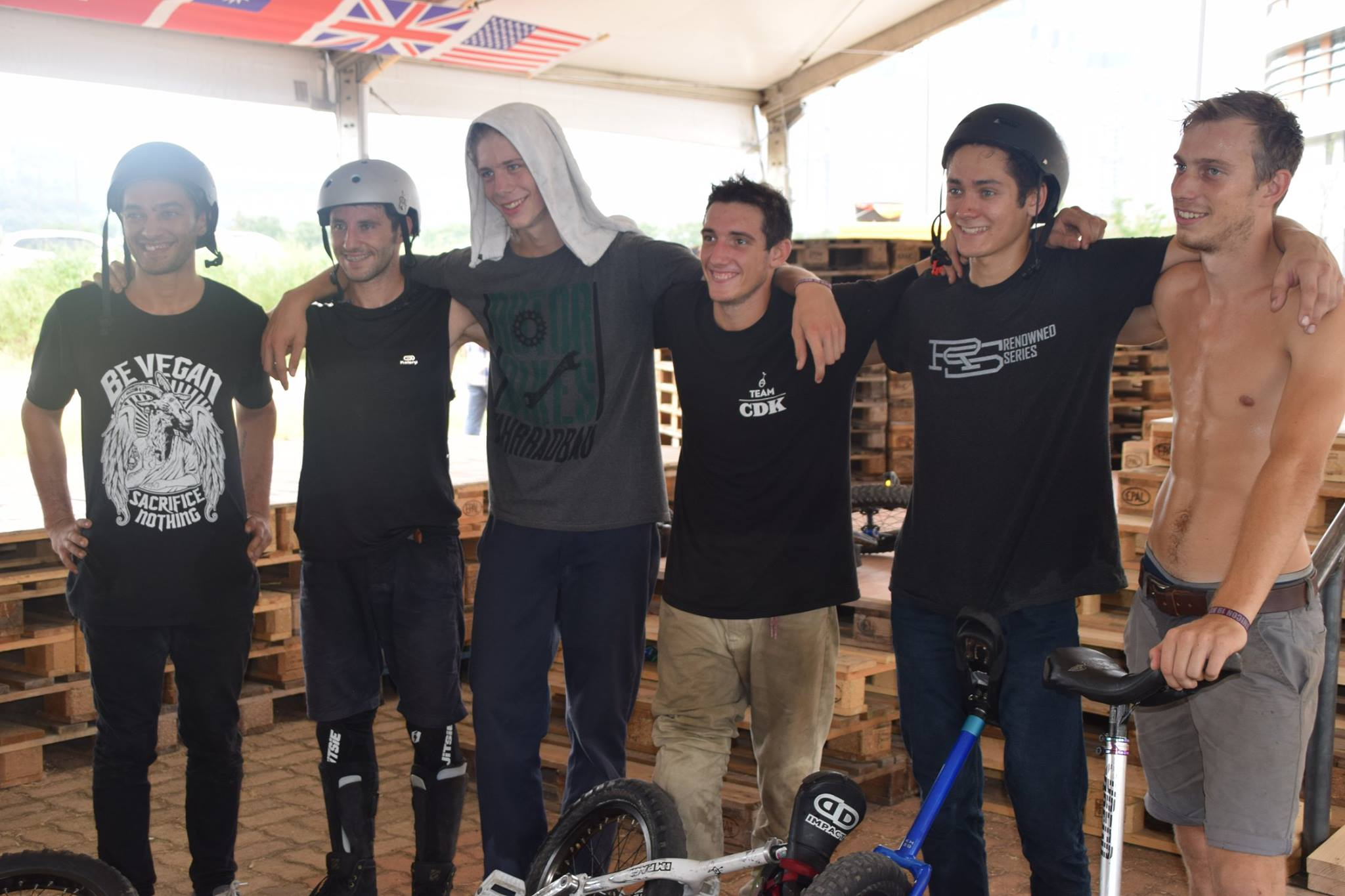
Finalistes du Street Mâle sénior durant l'UNICON XIX: Chris Huriwai, Tim Desmet, Mimo Seedler, Mario Bel, Waylon Batt, Kornél Auth.

- Mi juillet, à Livonia, le canadien Jack Sebben remporte le Street aux NAUCC 2018[177].

- Début août 2018, à Ansan en Corée du Sud, l'Australien Waylon Batt et la Néo zélandaise Sam La Hood remportent le Street et le Street Slopestyle aux UNICON 19[178].

- Le 9 août 2018, Mimo Seedler publie "Leipzig Street", une vidéo où l'on peut voir le jeune allemand rouler dans les rues de Leipzig avec une aisance déconcertante[179].

- Le 10 septembre 2018, Eddie Ducol publie "Révolution", une vidéo engagée dans laquelle on peut notamment voir les premiers slides double flip over out et out flip over out[180].

- Le 23 septembre 2018, à Geelong, l'Australien Waylon Batt remporte le Street aux UniNats 2018[181].

- Le 24 septembre 2018, le canadien Louis Stevens publie "Coastable", une vidéo au partie prix affirmé puisqu'elle contient quasiment que des variations de coasting[182].

4e trimestre :
- Début novembre, à Ingré, Clément Pujol devient champion de France de Street[183].

- Le 18 novembre 2018, le Québécois Loic Miara publie "Street Sweep", une courte vidéo dans laquelle on peut notamment voir un rev to slide sur un handrail[184].

- Le 23 novembre 2018, Mimo Seedler publie "The Real Size", une vidéo où on voit l'allemand rouler en 20 pouces et lancer des figures tel qu'un fakie 540, coasting to under flip et un blunt hardslide sur une rampe d'escalier.

- Le 14 décembre 2018, les américains Kyle Alviani et Eli Brill publient Brainchild, une vidéo de dix minutes extrêmement créative et ludique[185].

#### Année 2019
1er trimestre :
- Le 22 février 2019 Renowned Channel publie sa vidéo best of de l'année 2018[186] dans laquelle on peut notamment voir un slide sortie inside flip du Danois Christian Brink, un rev to back flip du Québécois Loïc Miara, un 180 front flip du belge Tim Desmet, et un double flip under flip de l'Américain Michael Bachleda.

- Le 23 février 2019, à Cologne, le Français Kévin Gaudillère remporte la compétition de best tricks Street aux EUC Winter avec un sixtuple flip, coté femme c'est l'hollandaise Roos Seegers qui grimpe en haut du podium.

2e trimestre :
- Le 25 avril 2019, la canadienne Daffodil ouvre un financement participatif afin de développer "Street Uni X", un jeux vidéo de monocycle Street dans la veine des jeux Tony Hawk's pro skater. Malheureusement le financement n'arrivera pas a jusqu'à l'objectif mais le projet reste néanmoins toujours d'actualité[187],[188].

3e trimestre :
- Mi juillet 2019, à Fort collins, le canadien Jack Sebben remporte le Street aux NAUCC 2019[189].

- Le 12 août 2019, Mimo Seedler publie "Time Machine" une vidéo plaçant indiscutablement l'allemand encore une fois comme le meilleur monocycliste Street toute génération confondues[190].

- Le 17 août 2019, à Lake Forest, l'Américain Kyle Alviani slide le mythique spot de skate d'El toro[191].

4e trimestre :
- Le 7 octobre 2019, à Canberra, l'Australien Waylon Batt remporte le Street aux UniNats 2019.

- Le 20 octobre 2019, Monoster-one publie "Sale Gosse", une vidéo de Clément Pujol alors flèche montante du Street français[192].

- Fin octobre 2019, à Montrond-les-Bains, Eddie Ducol remporte son sixième titre de champion de France de Street[193].

### Années 2020

#### Année 2020
En janvier 2020, à San Vicente de Tagua Tagua au Chili, le Péruvien Agnideva Uttama gagne la compétition de Street aux Championnats Sud-Américains pour la sixième fois.
Le 22 février 2020, à Cologne, le Français Clément Pujol remporte le Street aux EUC Winter, côté femme, c'est la Néerlandaise Roos Seegers qui arrive première pour la troisième fois consécutive.
Le 3 décembre 2020, Mimo Seedler publie "Good Railigion", une vidéo où l'on peut voir l'allemand repousser encore un peu plus les limites du monocycle.
Le 25 décembre 2020, l'américain Colby Thomas met en ligne "Skrrrt", une plateforme destinée à accueillir les monocyclistes afin de discuter, partager et se lancer des défis.
Le 15 avril 2020, durant la pandémie de Covid 19 s'organise sur Facebook un "Game of GRIND", le concours rassemble 19 monocyclistes et s'étale sur plusieurs semaines, c'est l'américain Kyle Alviani qui obtient la victoire devant Mimo Seedler.
De mai à juin 2020, l'Allemand Mimo Seedler publiera plusieurs vidéos au style épuré généralement filmée sur une journée.

#### Année 2021
Le 12 août 2021, Mimo Seedler publie "Street Unicycling 2021", une vidéo où l'on voit entre autres un blunt slide to over blunt sur une rampe d'escalier.
Le 20 octobre 2019, Monoster-one publie "Pretty boy", une vidéo de Clément Pujol, filmé à Marseille et à Montpellier dans laquelle on peut notamment voir un late big spin sur cinq marches.

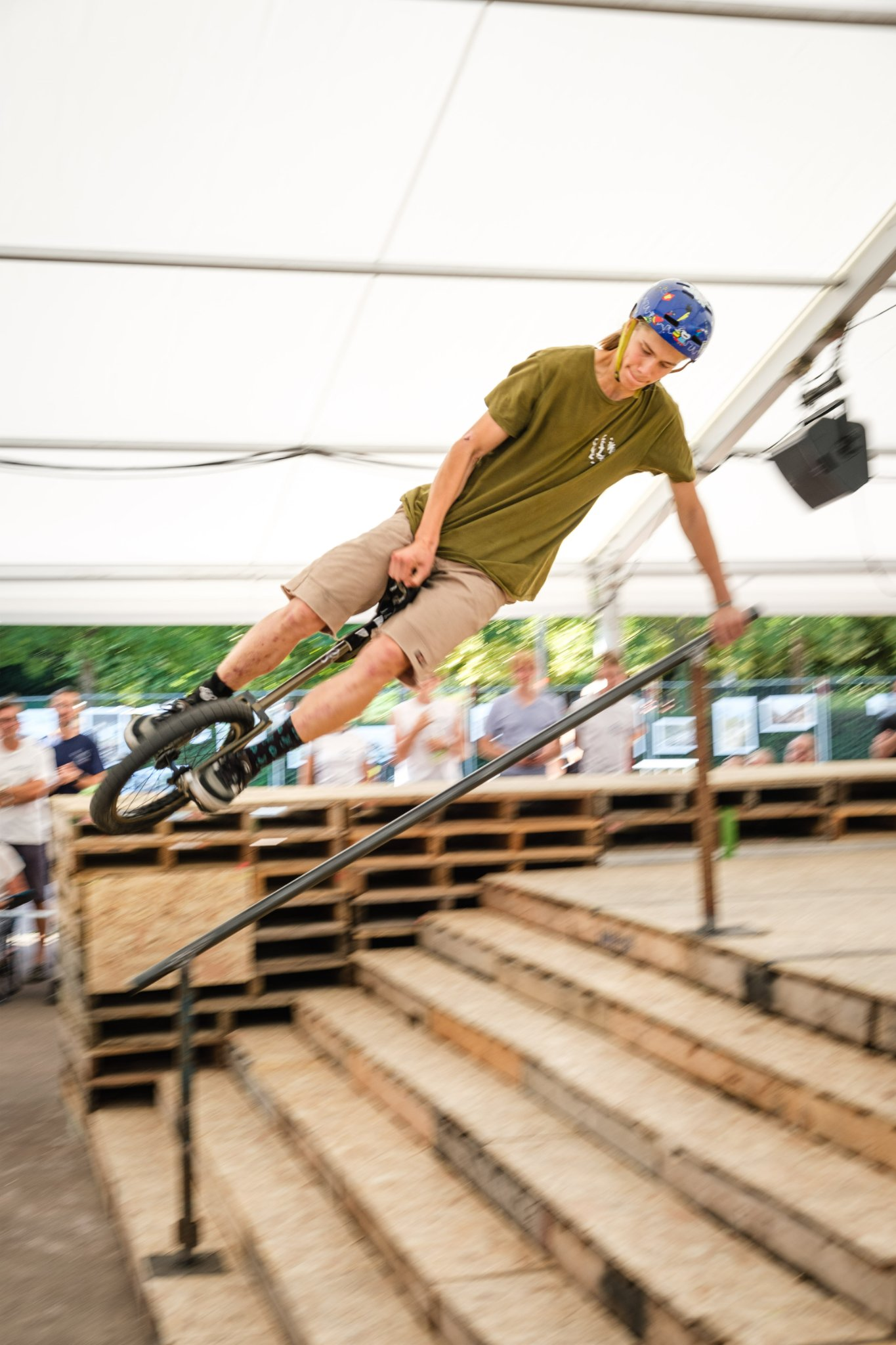
Hand plant de Mimo Seedler durant le Street à l'UNICON XX.

Le 9 décembre 2021, Monoster-one publie "Less is more", une vidéo de Eddie Ducol se voulant simple et épuré bien qu'il y réussisse un foot plant under over flip.

#### Année 2022
Début juillet 2022, à Newbury, Scott Julian remporte le Street aux NAUCC 2022.
Le 6 août 2022, à Grenoble, l'Allemand Mimo Seedler remporte le Street aux UNICON 20.
Le 14 octobre 2022, Mimo Seedler publie "BCN Road Trip", une vidéo où l'on voit l'allemand rider nombre de spots mythique de Lyon, Montpellier et Barcelone.
Année 2023
En juillet 2023, à Bloomington, Kyle Alviani remporte le Street aux NAUCC 2023.
Au même moment à Marchtrenk, le belge Wout Chauvaux remporté le Street à l'EUC summer 2023.
En novembre 2023 à Eguisheim, Eddie Ducol remporté son septième titre de champion de France de Street.

Année 2024
Le 22 janvier 2024 à Bogota Agnideva Uttama gagne son huitième titre de champion d'Amérique latine Street lors des LAUCC 24.
Le 26 juillet, à Bemidji dans le Minnesota, Mimo Seedler chez les hommes ainsi que Roos Seegers chez les femmes remportent leurs seconds titre de champion du monde de Street, lors de l'Unicon 21.

## Évolutions des monocycles
Dans le début des années 2000, les premiers monocyclistes Streets roulaient avec des monocycles trials. Ces monocycles étaient généralement constitués d'un cadre carré en acier « short neck », de pédales en métal, de longues manivelles acier en 140 mm et de gros pneus à crampons en 19 pouces sur 2,5 pouces.

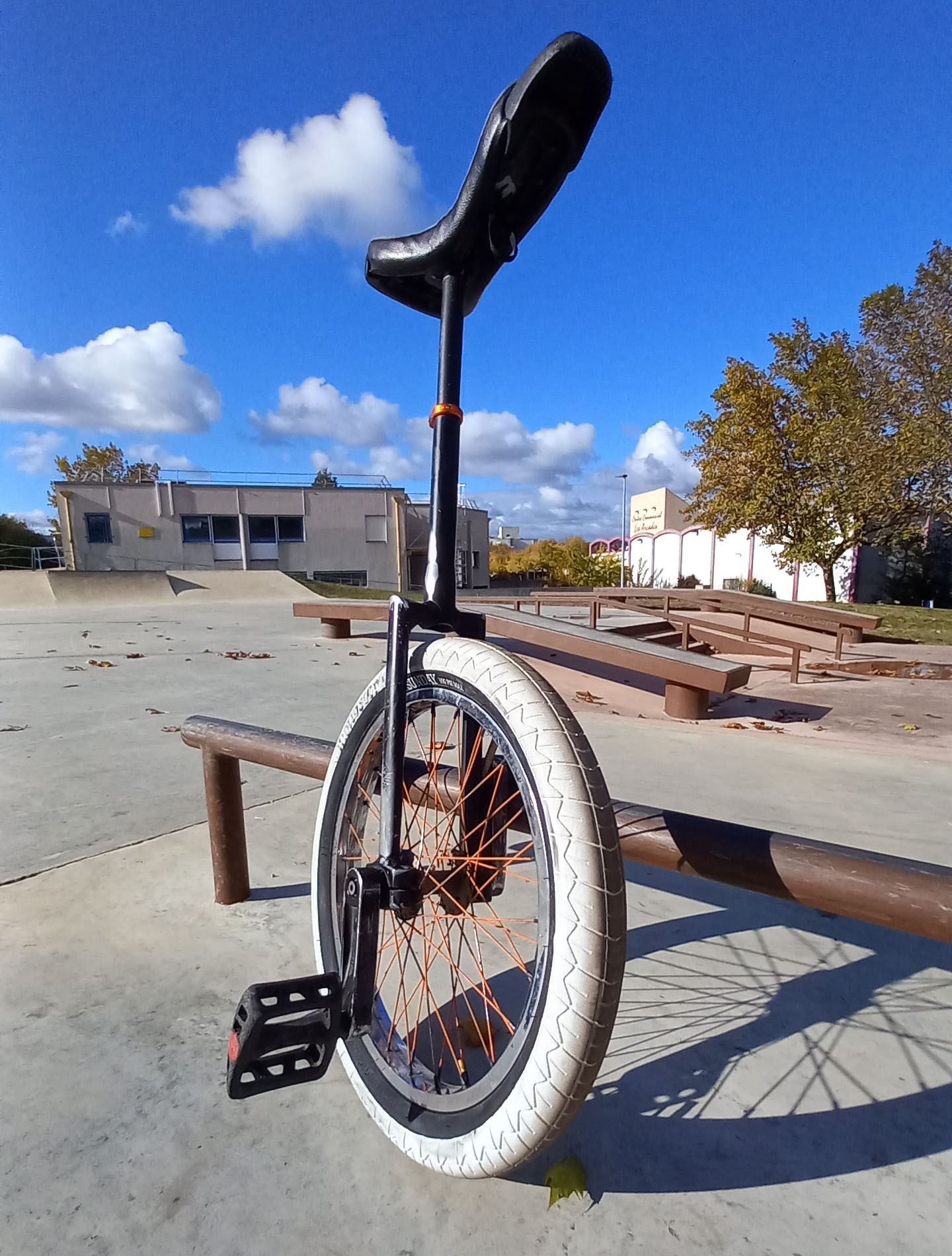
Exemple d'un Monocycle Street.

En 2006, la marque française Koxx one sort les premiers monocycles Streets : l'Orange Bud et le Dan Heatonqui reste cependant très proche de la gamme trial de l'époque.
C'est du côté du premier monocycle Flat, le Black Domina que Koxx one innove réellement. le cadre passe en « long neck » et l'acier est changé au profit de l'aluminium, les pédales quant à elles passent en plastique.
En 2009, la marque française Impact apparait et sort des cadres ronds : les Gravity. Durant plusieurs années ont retrouvera souvent l'utilisation de ces cadres ronds dans le Street et le Flat, notamment car ils avaient la particularité de ne pas gêner les genoux lors de la replaque de certaines figures.
Cependant, avec le développement récent des figures de type « Coasting » en Street, les cadres carrés sont à nouveau préférés.
Petit à petit, les manivelles tubulaires en acier laissent place aux manivelles en aluminium usiné.
Aujourd'hui, bien que chaque rider ait ses préférences, il semblerait que les monocycles Street évoluent vers des roues en 20 pouces, voire 22 pouces, avec des pneus de BMX. Pour des questions de vitesse, les manivelles en 110 millimètres, plus petites, semblent êtres privilégiées.

## Compétitions et règles
Depuis 2006, le Street est reconnu comme une discipline à part entière. C'est à l'occasion de l'Unicon 13, à Langenthal en Suisse qu'est organisée la première compétition de Street.
À l'époque, chaque participant avait le droit à un passage de quelques minutes pour évoluer dans le park. Cet espace emménagé en partie en palette comprenait divers types d'obstacles : marches, rail, curb, many pad…
Le monocycliste était alors jugé sur différents critères : difficulté, style, réussite…
Durant les premières compétitions de Street, il était fréquent de voir les participants exécuter des figures en flat, c'est-à-dire directement sur le sol et non pas sur les obstacles. Depuis le règlement s'est affiné et les figures en flat ne sont plus comptabilisées.
À noter qu'il faudra attendre l'Unicon 14 en 2008, pour que le flat prenne son indépendance du Street et soit reconnu comme discipline à part entière.
En 2009, à Cologne, à l'occasion des EUC winter (anciennement appelé Wuko) et à l'initiative de Kevin Mc Mullin, les règles des compétitions évoluent. Le skatepark était alors divisé en trois zones : généralement une partie slide, une partie marches et une partie many pad. Les monocyclistes, par petits groupes, devaient évoluer pendant trois minutes sur chaque zone. Une fois leurs passages terminés, cinq ou six des meilleurs étaient sélectionnés pour la finale qui s'exécutait de la même façon.
En 2022, à l'occasion de l'Unicon 20, de nouvelles règles sont mises en place. Elles s'inspirent d'une certaine façon de la Street League Skateboarding. Pour les qualifications, chaque participant a le droit à trois passages d'une minute dans le park, le meilleur passage étant gardé pour départager les concurrents et choisir les huit meilleurs pour la finale. La phase finale quant à elle, se déroule de la même façon que les qualifications, à ceci près que les monocycles ont en plus trois tentatives de « best tricks ». La note du meilleur passage combinée à celle du meilleur best trick permettant alors de départager les finalistes.

### Compétitions de Street Slopestyle
En 2014, à l'Unicon 17 à Montréal, en parallèle du Street, une nouvelle discipline fait son apparition sur l'initiative du co-organisateur et monocycliste Hugo Duguay, le Street Slopestyle.
À l'image du Ski Slopestyle, les compétiteurs devaient traverser un parcours d'obstacle en enchainant des figures. Chaque rider ayant trois passages, le meilleur étant comptabilisé au classement. Généralement, les compétitions de Slopestyle étaient divisées en deux phases : la qualification et la finale.
Pendant plusieurs années, le Street Slopestyle sera pratiqué dans diverses compétitions Unicon, EUC, CMQ…
Il sera supprimé à partir de 2022 à l'occasion de l'Unicon 20, les nouvelles règles du Street se rapprochant trop de celle du Slopestyle.

### Compétitions en Street JAM
Une Street JAM consiste à rassembler dans une ville plusieurs riders durant une journée dans le but de les faire rouler sur plusieurs spots locaux.
Le podium est alors constitué des monocyclistes ayant le mieux roulé au cours de la journée. Il se peut aussi que le « Best tricks » soit récompensé.
C'est en 2012, à Lyon, que le collectif CTB organisa la première Street JAM à monocycle, nommée la CTB Street JAM,.
En 2013, CTB renouvellera l'évènement mais la pluie contraindra les riders à rouler à l'abri dans une station de tramway.

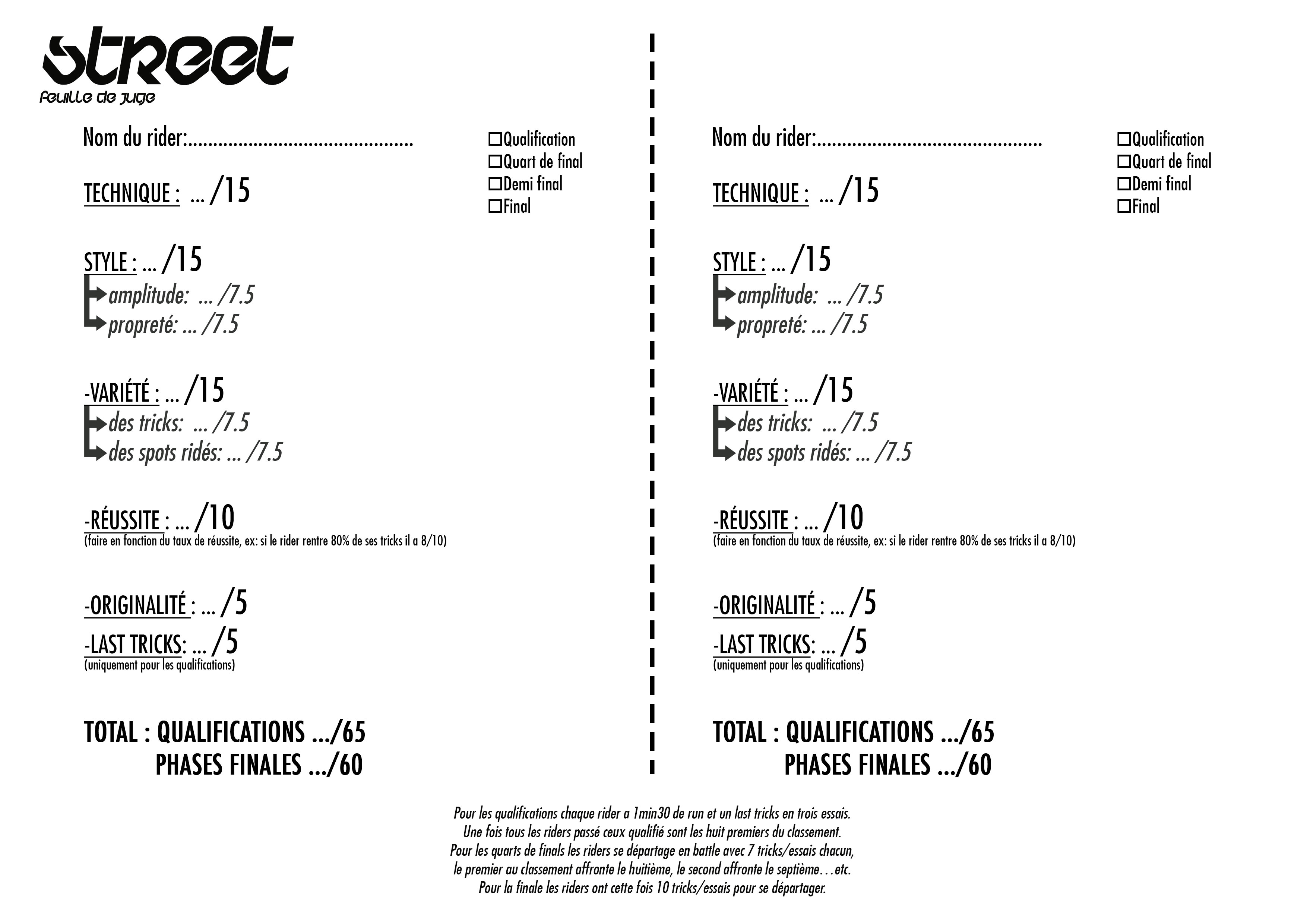
Exemple de feuille de juge pour les championnats de France de Street.

Il faudra attendre 2016 pour que s'organise à Nantes une nouvelle Street JAM sur l'initiative de François Lizé,.

### Compétitions aux championnats de France
Depuis 2014 (hormis 2016), les phases finales des compétitions de Street aux championnats de France se déroulent sous forme de batailles. Les finalistes s'affrontent deux par deux, ils ont le droit chacun à dix essais sur tout le park qu'ils exécutent chacun à leur tour.

## Podiums des compétitions mondiales de Street
| Année | Lieu                          | Street masculin                                                                                   | Street féminin                                                                                                 | Street slopestyle masculin                                                      | Street slopestyle féminin                                                                                      |
| ----- | ----------------------------- | ------------------------------------------------------------------------------------------------- | --- | ------------------------------------------------------------------------------- | --- |
| 2006, | Langenthal, Suisse            | 1. Xavier Collos ( France) 2. Kevin McMullin ( Canada) 3. David Weichenberger ( Autriche)         | |                                                                                 | |
| 2008  | Copenhague, Danemark          | 1. Adrien Delecroix ( France) 2. Loïc Baud ( France) 3. Arthur Caron ( France)                    | 1. Marine Mirault ( France) 2. Hannah Kreisz ( Allemagne) 3. Hélène Lelant ( France)                           |                                                                                 | |
| 2010  | Wellington, Nouvelle-Zélande, | 1. Chris Huriwai ( Nouvelle-Zélande) 2. Loïc Baud ( France) 3. Max Shulze ( États-Unis)           | 1. Sophia Pellmann ( Allemagne) 2. Irene Genelin ( États-Unis)                                                 |                                                                                 | |
| 2012  | Brixen, Italie,               | 1. Chris Huriwai ( Nouvelle-Zélande) 2. Raphael Pöham ( Autriche) 3. Tim Desmet ( Belgique)       | 1. Sam La Hood ( Nouvelle-Zélande) 2. Julia Belk ( États-Unis) 3. Mary Wegscheider ( Autriche)                 |                                                                                 | |
| 2014  | Montréal, Canada,             | 1. Chris Huriwai ( Nouvelle-Zélande) 2. Jack Sebben ( Canada) 3. Maxwell Schulze ( États-Unis)    | 1. Sam La Hood ( Nouvelle-Zélande) 2. Sophia Pellmann ( Allemagne) 3. Mary Wegscheider ( Autriche)             | 1. Jack Sebben ( Canada) 2. Eddie Ducol ( France) 3. Elias Poham ( Autriche)    | 1. Sophia Pellmann ( Allemagne) 2. Sam La Hood ( Nouvelle-Zélande)                                             |
| 2016  | Saint-Sébastien, Espagne,     | 1. Tim Desmet ( Belgique) 2. Jack Sebben ( Canada) 3. Kornél Auth ( Hongrie)                      | 1. Sam La Hood ( Nouvelle-Zélande) 2. Sophia Pellmann ( Allemagne) 3. Ebony O'Dea ( Australie)                 | 1. Waylon Batt ( Australie) 2. Kornél Auth ( Hongrie) 3. Eddie Ducol ( France)  | 1. Sam La Hood ( Nouvelle-Zélande) 2. Sophia Pellmann ( Allemagne) 3. Ebony O'Dea ( Australie)                 |
| 2018  | Ansan, Corée du Sud,          | 1. Waylon Batt ( Australie) 2. Mimo Seedler ( Allemagne) 3. Christian Huriwai ( Nouvelle-Zélande) | 1. Sam La Hood ( Nouvelle-Zélande) 2. Theresa Zieglwalner ( Allemagne) 3. Nina Katharina Beckmann ( Allemagne) | 1. Waylon Batt ( Australie) 2. Tim Desmet ( Belgique) 3. Kornél Auth ( Hongrie) | 1. Sam La Hood ( Nouvelle-Zélande) 2. Theresa Zieglwalner ( Allemagne) 3. Nina Katharina Beckmann ( Allemagne) |
| 2022  | Grenoble, France,             | 1. Mimo Seedler ( Allemagne) 2. Clément Pujol ( France) 3. Jelle Dillen ( Belgique)               | 1. Roos Seegers ( Pays-Bas) 2. Nina Katharina Beckmann ( Allemagne) 3. Rebekka Wiedener ( Allemagne)           |                                                                                 | |
| 2024  | Bemidji, États-Unis           | 1. Mimo Seedler ( Allemagne) 2. Jack Sebben ( Canada) 3. Wout Chauvaux ( Belgique)                | 1. Roos Seegers ( Pays-Bas) 2. Nina Katharina Beckmann ( Allemagne) 3. Marie Schenker ( Royaume-Uni)           |                                                                                 | |